# Deldoul (Timimoun)
Pour les articles homonymes, voir Deldoul.
Deldoul est une commune de la wilaya de Timimoun en Algérie.

## Géographie

### Situation
Le territoire de la commune se situe au centre-nord de la wilaya d'Adrar. Le chef-lieu de la commune est situé à 110 km à vol d'oiseau au nord-est d'Adrar.
|           | Ouled Aïssa |          |
| Charouine | Deldoul     | Aougrout |
|           | Metarfa     |          |

### Localités de la commune
En 1984, la commune de Deldoul est constituée à partir des localités suivantes :
- Ouled Abbou
- Sahla
- Aourir
- Akbour
- El Mansour
- El Hadbane
- Igosten
- El Barka
- Touki
- Ouled Abdessamad
- Belghazi

## Santé
Les consultations spécialisées ainsi que les hospitalisations des habitants de cette commune se font dans l'un des hôpitaux de la wilaya d'Adrar:
- Hôpital Ibn Sina d'Adrar[3].
- Hôpital Mohamed Hachemi de Timimoun[4].
- Hôpital de Reggane.
- Hôpital Noureddine Sahraoui d'Aoulef[5].
- Hôpital de Bordj Badji Mokhtar[6].
- Hôpital de Zaouiet Kounta.
- Pôle hospitalier de Tililane[7].
  - Hôpital général de 240 lits[8].
  - Hôpital gériatrique de 120 lits.
  - Hôpital psychiatrique de 120 lits.
  - Centre anti-cancer de 120 lits.